# Maid Sama!
Maid-Sama! (会長はメイド様!, Kaichō wa Maid-sama!, litt. La présidente est une maid) est un shōjo manga de Hiro Fujiwara. Il a été prépublié dans le magazine LaLa de l'éditeur Hakusensha entre avril 2006 et septembre 2013, et a été compilé en dix-huit volumes. La version française est éditée par Pika Édition depuis le 5 mai 2010.
Le manga a été adapté en série télévisée d'animation de 26 épisodes par le studio J.C.Staff diffusée entre avril et septembre 2010 sur TBS et BS-TBS. Deux OAV ont ensuite été réalisées.

## Synopsis
Nous voici au lycée de Seika High, établissement de bas étages où les garçons forment 80 % des effectifs. C'est dans cet univers très masculin qu'Ayuzawa Misaki, présidente du conseil des élèves, fait régner une discipline militaire. À force de travail et de détermination, cette femme à su attirer le respect. Belle, énergique, intelligente, Misaki suscite l'admiration parmi les autres filles, qu'elle ne manque jamais de défendre. En revanche, elle répand une terreur sacrée parmi les garçons, qu'elle tient fort peu en estime. C'est particulièrement le cas de son rival masculin, le très calme et respecté Usui Takumi. Éternel premier devant Misaki, Usui provoque en plus des océans de larmes en rejetant sans faiblesse les filles qui se confessent à lui. Ce quotidien n'est qu'une facette de la vie de Misaki. Issue d'une famille pauvre, elle vit dans une maison délabrée, en compagnie de sa mère infirmière et de sa petite sœur. Pour subvenir à leurs besoins, elle travaille donc à mi-temps comme maid dans un café. Pour ne pas écorner une réputation chèrement acquise, la jeune présidente tient à garder secrète cette double vie. Elle craint le pire lorsqu'Usui la surprend à son travail. Mais contre toute attente, le jeune garçon révèle un intérêt pour Misaki, qu'il décide de soutenir. Dans l'ombre de la rivalité va naitre une certaine complicité.

## Personnages

### Personnages principaux
Misaki Ayuzawa (鮎沢 美咲, Ayuzawa Misaki)
Voix japonaise : Ayumi Fujimura, voix française : Estelle Darazi
La protagoniste de l'histoire, Misaki, est la première présidente du conseil des élèves du lycée Seika. Elle est réputée pour son intransigeance et son manque de patience face aux travers des élèves masculins. Elle essaye implacablement de les réformer pour vivre en accord avec ce qu'elle considère comme des normes acceptables de comportement. Quoique beaucoup d'étudiants masculins la craignent, voire la détestent, ceux qui parviennent à la connaître s'aperçoivent qu'elle est en réalité très juste et disposée à aider toute personne dans le besoin. Elle gagne finalement le respect de tous pour sa capacité universitaire exceptionnelle, sa grande habileté sportive et par beaucoup de ses accomplissements en tant que présidente. Son attitude négative envers les garçons est surtout attribuée à son père qui avait amassé une dette énorme avant de disparaître (c'est ce qu'elle croit). Misaki est devenu déterminée pour s'assurer son avenir et pour aider sa mère malade, Minako (美奈子). Misaki a aussi une jeune sœur nommée Suzuna (紗奈). Pour subsister, elle travaille secrètement en tant que maid dans un café nommé le Maid Latte. Elle veut toujours faire de son mieux indépendamment et a un sens fort de justice, ce qui la pousse parfois à se mettre en danger pour voler au secours de quelqu'un. Elle développe progressivement des sentiments envers Usui Takumi mais refuse de les reconnaître jusqu'au volume 7 du manga, quand elle dit à Usui qu'elle est embarrassée et confuse avec ses sentiments quand il est près d'elle. Elle reconnait aussi qu'elle ne déteste pas être auprès de lui, comme lorsqu'elle a été le voir sur le toit après sa réélection. Elle traite souvent Usui "d'alien pervers de la planète phéromone". Elle finit même par lui faire une véritablement déclaration d'amour lorsqu'ils commencent à sortir ensemble. Au début, elle ne veut pas d'une relation officielle de peur que son statut de présidente en pâtisse mais elle finit par changer d'avis. Lorsque Usui change de lycée, elle est très affectée mais s'aperçoit qu'ils peuvent continuer à se voir. Elle comprend au cours du temps qu'elle ne peut pas restée avec lui à cause de sa situation sociale qui est trop éloignée de la sienne. Quand Usui part en Angleterre pour convaincre son grand-père de le laisser tranquille, elle s'inquiète beaucoup, principalement à partir du moment où il ne lui donne plus de nouvelles. Elle décide alors de partir le chercher en Angleterre et d'acquérir une culture, des manières et des aptitudes de jeune fille de la haute société avec l'aide des élèves de Miyabigaoka de qui elle se rapproche considérablement (notamment tous les nouveaux camarades de classes d'Usui qui avaient pour mission de devenir ses amis à l'origine et le président qui s'amuse énormément en la voyant s'entraîner). Elle travaille très dur avec eux, parle tous les jours l'anglais uniquement, apprend la souplesse et la grâce, la danse, à marcher avec des talons, à bien s'habiller te se maquiller, et affirme qu'elle va devenir un alien elle aussi. Au fil du temps, elle reçoit d'étranges nouvelles d'Usui à travers des journaux qui lui montrent qu'il n'a pas pu couper les liens avec sa famille et qu'au contraire, il va bientôt en faire officiellement partie. Elle comprend que la situation empire plus qu'elle ne le croyait. Elle part enfin pour l'Angleterre avec (et grâce à) le président Tora Igarashi. Elle se sent d'ailleurs redevable car il lui a tout appris, lui a payé le voyage et l'a informée sur le château de la famille d'Usui. Elle sait qu'elle n'aurait jamais pu aller si loin sans lui et accepte donc à partir de là de se laisser traiter comme un jouet. Après qu'il lui ait avoué ses sentiments, elle part chercher Takumi met se fait surprendre. Une course poursuite s'engage, elle se retrouver encerclée sur un balcon. Elle se rappelle alors qu'Usui avait sauté du toit du lycée pour elle, qui était plus haut, alors elle saute également mais se blesse en atterrissant mal. C'est Tora Igarashi qui vient la "sauver" et la porte dans ses bras, malgré ses contestations. Mais Usui qui voit la scène saute et vient la récupérer, réprimandant Tora sur sa façon trop familière de toucher Misaki, comme dans un des premiers chapitres, et l'embrasse devant tous les invités du château. Après quoi le duc (grand-père d'Usui) intervient et elle finit à l'hôpital pour soigner ses blessures avec Tora, puis part à l'hôtel faire le point avec toute la bande. Ils rentrent ensuite au Japon. Misaki délègue son rôle de présidente à Kanou car le dernier semestre arrive. Elle est extrêmement populaire au près des premières années et est un exemple pour toutes les filles. Puis, le jour de son anniversaire, Usui lui offre une bague de fiançailles, sachant qu'ils vont être séparés car Misaki reste étudier dans une école de droit au Japon. Pendant les examens d'entrée, elle accepte pour la première fois de partager tout ce qu'elle a à faire avec Usui. Après les examens, plusieurs élèves décident de faire une sortie entre amis (dont Sakura, Shizuko, Yukimura et Kanou) et d'aller dans un restaurant, qui n'est autre que le Maid Latte. Misaki réalise qu'elle n'a plus de raison de cacher son secret et se montre pour la première fois en tant que maid devant les élèves. La rumeur circule vite et tout le monde est à présent au courant de son travail à mi-temps, sans en être certain. Le dernier jour arrive et pour féliciter les diplômés ainsi que soutenir Misaki dans l'aveu de son secret, tout le staff de Maid Latte arrive au lycée en tenue (ainsi que quelques élèves qui se prêtent au jeu) et récompensent les lycéens. Misaki reste statufiée devant cette surprise mais décide à nouveau de se montrer en tant que maid, cette fois-ci devant tout le lycée, et de lever le doute sur cette rumeur. Des élèves réagissent exactement comme elle le craignait, alors elle s'énerve et leur prouve que même sous cette forme, elle est toujours la présidente "démon" et qu'ils doivent l'accepter avec cette part d'elle. Elle affirme qu'elle n'a aucun regret et qu'elle a fait de son mieux en tant que présidente mais aussi que maid. Tous les lycéens la suivent dans son élan et finalement reconnaissent qu'elle a été super, et est très mignonne en maid. Elle finit par rejoindre Usui dans la salle du conseil des élèves. Dix ans après, on voit que Misaki a atteint son objectif : elle travaille à l'international pour une entreprise de presse en tant que diplomate et vit en Angleterre, cependant, elle fait de nombreux voyages à travers le monde pour son métier. Elle rejoint la cérémonie de récompense d'Usui où elle retrouve ses deux meilleures amies de lycée. La cérémonie est en fait son propre mariage où se trouve le staff du Maid Latte, des anciens amis de lycée, des anciens élèves de Miyabigaoka et leurs deux familles. Pendant son mariage, elle apprend ce qu'est devenu tout son entourage pendant ces dix ans. De plus, tout le monde s'intéresse à elle, même les personnes de haute classe sociale, et on veut la présenter formellement avec le duc. Mais Takumi s'enfuit avec elle sur le toit, comme lorsqu'ils étaient jeunes. Il dit qu'il veut profiter de sa première nuit avec elle en tant que mariés. Misaki affirme. Ils partent sur l'hélicoptère de Tora, qui est devenu un très bon ami à elle (ils se sont beaucoup aidés l'un l'autre au cours du temps). Misaki traite Usui d'idiot d'Usui, et Usui lui fait remarquer qu'elle est à présent également une Usui. Ils réalisent donc qu'ils sont tous les deux des idiots d'Usui, à présent.
Takumi Usui (碓氷 拓海, Usui Takumi)
Voix japonaise : Nobuhiko Okamoto, voix française : Nicolas Dussaut
Garçon le plus populaire du lycée Seika, Usui semble prendre peu d'intérêt dans quoi que ce soit et préfère observer les choses comme elles se déroulent. Il s'avère être extraordinairement doué dans un certain nombre de domaines différents dont la cuisine, le kenpo, le violon ou les échecs, le plus étonnant étant la manière dont il arrive à suivre l'étiquette face à des personnes de la haute société, ce qui indique qu'il est probablement issu d'une famille riche. Takumi est en fait un enfant illégitime : sa mère riche a eu une relation avec un homme japonais inconnu. Elle est morte à sa naissance. Pour garder ce secret, son grand-père anglais l'a envoyé dans la famille de sa grand-mère (dont le nom de jeune fille est Usui) au Japon, ayant ainsi peu de contact avec son demi-frère britannique plus vieux. Adopté par le cousin de sa mère, la majorité de l'éducation qu'il a reçu était par tutorat, ce qui explique son excellent niveau scolaire. Cette situation l'a ennuyé et il a préféré suivre ses études dans un lycée standard, obligeant en fin de compte sa famille à lui louer un appartement au dernier étage d'un immeuble situé en ville. Pendant sa première année, il est rapidement devenu populaire parmi les filles mais, ne s'intéressant pas à elles, il les a systématiquement rejetées quand elles lui ont avoué leurs sentiments. Cette indifférence lui vaut d'être initialement considéré comme un voyou par Misaki. Il développe néanmoins des sentiments pour elle au début de sa deuxième année au lycée Seika, étant le premier à apprendre qu'elle travaille en tant que soubrette au Maid latte. Il choisit de ne pas ébruiter son secret. Il dit souvent à Misaki qu'il l'aime, même si elle l'a repoussé la première fois, voyant son comportement simplement comme une plaisanterie ou du harcèlement. C'est pour ceci, ainsi que sa capacité étrange à apparaître chaque fois qu'elle a besoin de lui, ses habiletés étendues et le fait qu'il ait réchappé d'un bond du toit de l'école dans la piscine, que Misaki le surnomme souvent "l'alien pervers". Quand bien même, il l'aide continuellement et la surveille avec vigilance, offrant des conseils perspicaces sur la façon de traiter les garçons à Seika efficacement et devenant possessif envers elle (particulièrement quand il s'agit de Shintani Hinata). Une fois, il dit à Kanou qu'il ne veut pas sortir avec une fille pour le moment, ce qui lui fait alors penser qu'il n'éprouve finalement rien envers Misaki; plus tard, cependant, Kanou se rendra compte que "sortir" et "aimer" une fille sont des choses différentes pour Usui. Alors que Misaki fait campagne pour sa réélection en tant que présidente du conseil étudiant, elle demande à Takumi de rester loin d'elle pendant sa campagne afin d'éviter que la popularité de ce dernier ne fausse le vote en sa faveur. Usui accepte mais répond que "...ceci est un temps précieux...", impliquant que son temps au lycée avec Misaki est limité. Quoiqu'on ne connaisse pas les raisons pour cela, on devine que sa réunion mystérieuse avec le président du conseil des étudiants du Lycée Miyabigaoka y est lié. Quelque temps après, Usui rencontre Maria Miyazono, devenue professeur à son lycée. Elle est en fait la fille d'un de ses anciens professeurs privés. Vu qu'il ne souhaite pas lui parler de son passé et qu'elle le soupçonne d'avoir une relation romantique avec Maria, Misaki commence à se sentir diminuée. Cependant, Usui lui explique qu'elle doit se méfier de Maria car cette dernière est tombée amoureuse d'elle. Finalement, il consent à lui raconter son histoire et lui révèle qu'il sera bientôt envoyé au lycée Miyabigaoka à la suite de la demande de sa famille. Il est amoureux de Misaki depuis sa deuxième année de lycée, mais ses sentiments se sont encore améliorés au fil du temps qu'il passe avec elle. De plus, le soir de Noël (chapitre 57), Misaki lui avoue ses sentiments, et Usui les acceptera. Ils sont désormais un couple officialisé. Malgré le changement de lycée, Usui met tout en œuvre pour continuer à voir Misaki et y parvient. Cependant, le fait que son demi-frère ne puisse pas prendre la tête de la famille anglaise à cause de sa maladie contraint Usui à obéir à son grand-père pour être le futur successeur. Il décide finalement de se rendre en Angleterre afin de couper définitivement les liens avec cette partie de la famille et regagné sa liberté, mais il récoltera l'effet contraire : on l'empêchera de rentrer et l'obligera à faire toutes sortes de choses afin de préparer son entrée officielle dans la famille royale et donc sa succession forcée. En parallèle, il apprend que son père était en réalité un majordome du château et donc qu'il a rencontré sa mère (Patricia) là-bas, et non pas au Japon comme on le lui avait dit. En effet, le fiancé de sa mère (le père de son demi-frère Gérald) était un ami d'enfance très maladroit avec qui elle était souvent impolie et pour qui elle ne ressentait rien. Finalement, le majordome de la famille fait engager un nouveau jeune majordome talentueux originaire du japon, Yuu Hirose, fils d'un de ses amis. Il se lie rapidement avec Patricia, qui a alors 16 ans et est très appréciée par le personnel puisqu'elle est la seule qui ne veut pas être traitée comme une jeune fille royale et a toujours des petites attentions pour eux. Après son mariage avec son fiancé, elle donne naissance à Gérald à l'âge de 22 ans mais tout le monde s'aperçoit qu'elle est attirée par le majordome. Ce dernier s'inquiète beaucoup pour elle car on apprend qu'elle est également atteinte d'une maladie. Sachant qu'elle va mourir, elle lui avoue ses sentiments et tombe enceinte de lui. Malgré le danger d'avoir un enfant avec sa maladie, elle refuse d'avorter car elle veut prendre dans ses bras l'enfant de l'homme qu'elle aime. Elle meurt juste après lui avoir donné naissance. Usui est très ému lorsqu'il finit de lire le journal de sa mère où tout ça était écrit. Les dernières lignes disent qu'elle aime son fiancé, Gérald, le majordome Yuu et son nouvel enfant, Takumi. Le majordome fut ensuite chassé. Après avoir pris connaissance du véritable passé, Usui avoue que même si sa naissance a été très mal accueillie, il a finalement pu rencontrer Misaki qui vivait si loin de lui grâce à tout ça. Quand il entend sa voix alors qu'il se trouve enfermé dans sa chambre, il est surpris qu'elle soit venu jusqu'en Angleterre pour le chercher. Il fait tout pour sortir entendant qu'elle est poursuivie et finit par voir la scène, par une fenêtre, de Tora Igarashi qui la porte, blessée. Jaloux, il saute à son tour et la récupère dans ses bras, puis l'embrasse. Le duc (son grand-père) intervient alors et le bannit du château, car lui n'a jamais voulu qu'il prenne la succession, c'était seulement la volonté de son demi-frère Gérard. Takumi, Tora, Misaki et Maki se retrouvent donc à l'hôtel pour faire le point. Ils rentrent ensuite au Japon et Usui réintègre Seika. Le jour de l'anniversaire de Misaki, Usui demande à son père sa bénédiction pour la lui laisser toute sa vie et offre une bague de fiançailles à Misaki, sachant qu'ils vont être séparés car Usui veut étudier en Angleterre. Pendant les examens d'entrée, il protège Misaki de son mieux pour que rien ne la perturbe et se fait attaquer par d'étranges hommes en noir (engagés par un garçon joueur d'échecs qu'ils avaient humilié) alors qu'il venait faire une demande à Tora au lycée Miyabigaoka. Ils se battent ensemble contre eux puis, après quelques provocations, commencent à se battre l'un contre l'autre jusqu'à ce que Misaki y mette fin. Le dernier jour du lycée, il se retrouve seul avec Misaki dans la salle du conseil des élèves et lui confie qu'il n'a aucun regret de sa vie de lycéen car il l'a rencontrée, a passé du temps avec elle et a été diplômé avec elle. Ils s'étreignent alors et il finit par lui demander une dernière fois d'être sa maid personnelle. Dix ans après, on apprend qu'Usui est devenu médecin au château de sa famille. Il a réussi à soigner son grand-père et son frère et reçoit une grande récompense, qui est en fait le fait que l'on accepte qu'il se marie à Misaki dans la chapelle du château. Tous les invités qui critiquaient avant Misaki s'intéressent maintenant à elle et l'admirent. Durant le mariage, il promet à Misaki de fonder une famille heureuse et pleine d'amour. On voit également dehors un étrange homme qui a assisté secrètement au mariage, le vrai père d'Usui. Pendant la cérémonie, Usui s'enfuit sur le toit avec Misaki. Il dit alors à tous ceux qui les poursuivent qu'il veut profiter de sa première nuit de marié avec Misaki. Cette dernière affirme. Ils partent sur l'hélicoptère de Tora. Misaki traite Usui d'idiot d'Usui, et Usui lui fait remarquer qu'elle est à présent également une Usui. Ils réalisent donc qu'ils sont tous les deux des idiots d'Usui, à présent.

### Personnages secondaires

#### Les élèves du lycée Seika
Shōichirō Yukimura (幸村 祥一郎, Yukimura Shōichirō)
Voix japonaise : Kazuyoshi
Il est le vice-président des élèves. Sa capacité athlétique est assez inférieure. De nature sérieux, il se sent facilement faible face aux autres. Son visage ressemble à celui d'une fille et ses amis aiment bien le taquiner à ce sujet. Il a une petite sœur, Ruri (7 ans). Il devient ami avec Kanô.
Après avoir embrassé Misaki la première fois celle-ci se fera un peu distante avec Usui, alors pour la détendre il embrassera Yukimura. Très choqué de cet acte il gardera toujours une certaine distance " de sécurité " entre lui et Usui. Dix ans après, il est devenu fonctionnaire et vit avec Kanou qu'il considère comme faisant partie de sa famille.
Sakura Hanazono (花園 さくら, Hanazono Sakura)
Voix japonaise : Kana Hanazawa
Elle est une amie de Misaki et de Shizuko. C'est une fille passionnée et naïve. Elle tombe amoureuse facilement, c'est une vraie romantique. Elle va tomber amoureuse de Kuga. Elle mettra tout en œuvre pour lui plaire même lorsqu'elle s'apercevra qu'il n'est pas l'idéal qu'il montre. Lui la repoussera d'abord mais s'apercevra au fil du temps qu'il a également des sentiments pour cette fille qui l'accepte tel qu'il est vraiment. Ils sortiront donc ensemble. Dans le dernier tome, au mariage, on saura qu'elle s'est mariée avec lui et qu'elle est enceinte de lui de son deuxième enfant. Kugaa, lui, est devenu un grand chanteur puisqu'il est en tournée à l'étranger.
Shizuko Kaga (加賀 しず子, Kaga Shizuko)
Voix japonaise : Yu Kobayashi
Elle est une amie de Misaki et de Sakura. Très posée, elle adore les mathématiques, c'est son domaine de prédilection. Elle a deux frères.
On peut remarquer qu'elle sait faire bonne figure devant les autres, en étant courageuse. Elle sermonne souvent Sakura sur ses actes irresponsables. Dix ans plus tard, lors du mariage, elle annonce qu'est secrétaire et ses cheveux sont devenus longs.
Naoya Shirakawa "Shiroyan" (白川 直也, Shirakawa Naoya)
Voix japonaise : Mitsuhiro Ichiki
Il est ami avec Ikuto et Kuro. C'est un fan incontestable du Maid Latte. Il a le béguin pour Misaki. Au collège c'était un Yankee, il menait sa propre bande, en étant connu comme le "Diable Blanc". Après avoir obtenu son diplôme de collège, il décide de tirer un trait sur son passé. Dix ans plus tard, il a quelques difficultés financières étant donné qu'il a trois enfants.
Ikuto Sarashina "Ikkun" (更科 郁斗, Sarashina Ikuto)
Voix japonaise : Atsushi Takuma Terashima
Il est ami avec Shiroyan et Kuro. Il est doué en dessin et adore les mangas. C'est aussi un geek. Il aime Misaki et le Maid Latte. Dix ans plus tard, il est à la tête d'un célèbre club d'hôtes et d'illustrateurs.
Ryunosuke Kurosaki "Kurotatsu" (黒崎 龍之介, Kurosaki Ryūnosuke)
Voix japonaise : Hosoya Yoshimasa
Il est ami avec Shiroyan et Ikuto. Il était le bras droit de Shiroyan à l'époque du collège. Habitué du Maid Latte, il aime Misaki tout comme ses deux amis. Dix ans plus tard, il ne fait que des travaux à mi-temps, surtout de nuit, et s'auto-proclame ivrogne. Il est en couple avec Erika.
Kanō Sōtarō "Kanou-kun" (叶 爽太郎, Kanō Sōtarō)
Voix japonaise : Kosuke Toriumi (enfant), Yu Kobayashi (en temps normal)
Il est ami avec Yukimura. Il a une faculté particulière: l'hypnose. Il est effrayé par les filles, depuis son plus jeune âge. Au cours du manga, son aversion pour les filles va changer grâce à Misaki. Il deviendra le nouveau président de Seika. Dix ans plus tard, il vit en avec Yukimura et travaille à mi-temps.
Quand il était enfant, il a assisté à une querelle entre ses parents et sa mère a quitté la maison familiale.
Hinata Shintani "You-kun" (深谷 陽向, Shintani Hinata)
Voix japonaise : Atsushi Abe (enfant), Yu Kobayashi (en temps normal), voix française : Adrien Solis
Il est un ami d'enfance de Misaki. Un jour, quand ils étaient petits, Shintani s'est amusé à grimper dans un arbre. Malheureusement, il a trébuché et est tombé. Misaki s'est donc occupée de lui le mieux qu'elle a pu. Depuis ce jour, il est amoureux de Misaki, c'est son premier véritable amour. Lorsqu'il prendra conscience du petit manège d'Usui envers cette dernière, il le considèrera comme son rival.
Il a vécu chez son grand-père durant quelques années, à la suite de la mort subite de ses parents. À 16 ans, il a décidé de revenir dans sa ville natale. Il est toujours amoureux de Misaki et fait tout pour devenir un "homme viril" afin de la séduire. Mais Suzuna va réussir a le faire tomber amoureux d'elle et dans le dernier tome on saura qu'il s'est marié avec elle. En attendant, lorsque Misaki part chercher Usui en Angleterre, elle lui confie sa sœur et sa mère et lui donne comme mission de ne pas laisser rentrer son père chez elles. Hinata est très touché par la confiance que Misaki lui porte. Il poursuivra ses études dans une école d'agriculteur après le lycée et retournera donc chez ses grands-parents. Dix ans plus tard, lors du mariage, il continue à se disputer avec Usui qui le surnomme "petit frère par alliance".
Les 5 frères Inuyama
Voix japonaise : Kenichi Suzumura
Ce sont 5 frères, des quintuplés âgés de 15 ans qui sont donc en première année. Ils ont le même physique et la même voix, ce qui peut décontenancer les autres. Ils vénèrent Misaki qui est leur "maîtresse", ils suivent les "cours particuliers d'Ayuzawa Misaki".

#### Le Maid Latte
Satsuki Hyōdō (兵藤 さつき, Hyōdō Satsuki)
Voix japonaise : Toyosaki, voix française : Caroline Combes
Elle est la gérante du Maid Latte. Elle met beaucoup d'enthousiasme à faire son travail, et adore ses employées. Elle adore se faire des films, surtout sur Misaki et Usui et aime les aider dans leur relation. Elle fait tout pour protéger Misaki afin qu'on ne découvre pas son secret. Même dix ans plus tard, elle est toujours aussi sensible au côté "moe" des choses.
Honoka Kinoshita (ほのか, Honoka)
Voix japonaise : Cheng Kana, voix française : Fanny Bloc
Elle est maid et donc collègue de Misaki. Elle possède deux caractères opposés: elle peut être attachante et joyeuse, puis la minute d'après se transformer en un vrai démon. Elle peut être lunatique, mesquine, gentille et souriante. Dix ans après, on apprend au mariage qu'elle a ouvert son propre Maid Latte qui est un Maid Cocktail. Elle est en couple avec Aoi.
Erika Ono (エリカ, Erika)
Voix japonaise : Mariya
Elle est une collègue de Misaki. Elle est caractérisée par ses cheveux ondulés et sa forte poitrine. Elle a du caractère et se trouve être très mature. Dix ans plus tard, elle travaille dans le Maid Cafe de Honoka. Elle est en couple avec Ryunosuke.
Subaru Saotome (すばる, Subaru)
Voix japonaise : Kana Ueda
Elle est une collègue de Misaki. Elle porte tout le temps des lunettes. Elle est douce et gentille, toujours serviable et peu sportive. Dix ans après, on apprend qu'elle va se marier avec son petit-ami et qu'elle est une cliente régulière du nouveau Maid Cafe de Honoka.
Nagisa Tsuwamono (強者 なぎさ, Tsuwamono Nagisa)
Voix japonaise : Sanae Kobayashi
Elle est la petite sœur de Satsuki et tient un restaurant, "Beach House", en bord de mer. Elle est très forte en volley-ball, en emportant de nombreux tournois. Elle ne supporte pas son neveu quand celui-ci se travestit en fille.
Aoi Hyōdō (兵藤 葵, Hyōdō Aoi)
Voix japonaise : Hiromi Igarashi
Il est le neveu de Satsuki. Il est populaire grâce à l'idole du net qu'il aime incarner : Aoi-chan, jeune fille à la chevelure blonde et aux tenues de petite princesse. Aoi adore les vêtements féminins et par ailleurs, sait coudre. Il aime ce qui est mignon mais à cause de cela il est persécuté à l'école et met en colère son père qui jette régulièrement toutes ses affaires de filles et l'envoie souvent loin de sa maison. Mais grâce à sa rencontre avec Misaki, il va accepter totalement qui il est et continuer sur cette voie. Au début, il déteste Misaki principalement par jalousie car il souhaite qu'Usui tombe à ses pieds alors que ce-dernier n'a d'yeux que pour elle. Il finit par l'apprécier et l'aider dans sa relation avec Usui, en la rendant "plus mignonne" et en la faisant réaliser ses véritables sentiments. Dans les derniers tomes du manga, il s'aperçoit qu'il pense étrangement beaucoup trop à elle. Il comprend qu'il en est tombé amoureux, en quelque sorte. Un peu plus tard, il commence enfin à muer et se rend compte qu'il ne pourra pas garder l'image d'Aoi l'idole mignonne du net avec une voix d'homme. Il décide donc de ne plus se faire connaître par internet et de s'orienter plutôt vers le mannequinat transgenre ainsi que de faire du stylisme et de la couture sa véritable profession. Dix ans plus tard, il est devenu un beau jeune homme de 25 ans. On apprend au mariage qu'il a créé des vêtements pour le chanteur qu'est devenu Kugaa et qu'il travaille en tant que designer à Paris. Il est en couple avec Honoka.
Sayu (さゆ, Sayu)
Voix japonaise : Hiromi Sakurai
Collègue de Misaki. Apparaît rarement.
Gon-chan (ゴンちゃん, Gon)
Voix japonaise : Yuko Wu Yi
Collègue de Misaki. Apparaît rarement.
Chizuru Monomo
Voix japonaise : Kana Hanazawa
Personnel de cuisine.
Sen-chan (センちゃん)
Voix japonaise : Yu Kobayashi
Personnel de cuisine.

#### La famille de Misaki
Minako Ayuzawa (鮎沢 美奈子, Ayuzawa Minako)
Voix japonaise : Ayako Kawasumi
Elle est la mère de Misaki. Elle travaille dans un hôpital. Elle est plutôt maladroite et a une santé fragile. Mais malgré ça, elle fait des efforts pour travailler du mieux qu'elle peut afin de ne pas laisser tout reposer sur les épaules de Misaki. Elle souhaite plus que tout que sa fille vive comme une lycéenne normale et profite de sa jeunesse. Lorsque son mari a décidé de partir pour aider un ami, elle s'en veut de ne pas l'avoir retenu bien qu'elle affirme qu'elle n'aurait rien pu faire pour. Elle a ensuite fait croire à ses filles qu'il les avait abandonnées, qu'il était un mauvais mari, fainéant et accro au jeu, dans le but qu'elles n'attendent pas indéfiniment son retour et qu'elles ne souffrent pas de son absence. Elle a tout de même une dent contre lui car elle lui avait demandé de revenir rapidement, sinon il la rendrait folle.
Suzuna Ayuzawa (鮎沢 紗奈, Ayuzawa Suzuna)
Voix japonaise : Ishihara
Elle est la petite sœur de Misaki. Elle est en troisième année de collège (14 ans). Elle participe souvent à des concours à récompenses pour subvenir aux besoins de la famille. Elle se comporte souvent de façon étrange... Quand elle rentre au lycée, elle fait tout pour faire plaisir à Hinata si bien que tout le monde pense qu'ils sortent ensemble. Hinata, qui la voyait jusqu'alors comme un membre de sa famille, finit par la regarder comme une jeune fille mignonne. On saura plus tard qu'elle est réellement amoureuse de You-kun et tente de le charmer. À la fin, on saura qu'elle s'est mariée à You-Kun. Elle décidera aussi de reprendre le travail de sa sœur en tant que maid après son départ dans une université.
Sakuya Ayuzawa (鮎沢 咲也, Ayuzawa Sakuya)
Père de Misaki, c'est à cause de lui que Misaki déteste les garçons. Il était auparavant chef d'un grand restaurant. Il est parti en laissant des grosses dettes à Minako. Mais on apprend plus tard (tome 15) qu'il est parti pour aider un ami et pour cela il a dû laisser sa famille. Il revient quelques années après et c'est alors que Misaki apprend la vérité sur son absence. Cependant, elle ne lui pardonne pas d'avoir abandonné sa famille en difficulté pour aider un "simple" ami et d'avoir dépensé toute sa fortune pour rembourser les dettes de ce-dernier alors que sa propre femme n'avait plus assez d'argent pour subvenir à leurs besoins. Sakuya revient en tant que cuisinier à mi-temps au Maid Latte. Il adore Usui avec qui il travaille donc régulièrement, qu'il surnomme Takkun. Il fait tout pour se faire pardonner de sa famille et pouvoir ainsi retourner dans leur maison. Il reconnait ses torts mais affirme qu'après avoir retrouvé son ami disparu et remboursé ses dettes, il ne pouvait pas revenir au cocon familial sans savoir comment se faire pardonner, ce qui explique sa très longue absence qu'il a passé à errer dans les rues en cherchant un moyen de s'excuser convenablement.

#### Les élèves du lycée Miyabigaoka
Tora Igarashi (五十嵐 虎, Igarashi Tora)
Voix japonaise : Kenichi Suzumura
Il est le président charismatique des élèves du lycée de Miyabigaoka. Issu d'une famille très riche et influente, il est égoïste voire narcissique et arrive toujours à ses fins (ou presque). Il a une double personnalité et assume totalement le fait qu'il joue un rôle de président exemplaire, ce qu'il est loin d'être. Il a des intentions malsaines envers Misaki si bien qu'elle se méfie de chacune de ses actions. Il lui proposera même de s'inscrire à son lycée, mais elle déclinera l'offre. Misaki, tout comme Usui, l'intéresse énormément et il ne se garde pas de lui faire savoir. Il considère toutes les femmes comme des objets qui ne pensent qu'à l'argent et le pouvoir et croit que Misaki est une exception. Dans le manga, il finit par lui demander de sortir avec lui avec une expression sincère déconcertante, lui expliquant qu'elle est la seule personne avec qui il peut être naturel dans le monde qu'il côtoie, où tous les gens semblent faux. Misaki refuse à nouveau sa proposition, prétextant que leurs deux mondes sont trop différents. Tora lui répond alors que selon les propos qu'elle tient, les riches et les pauvres ne peuvent pas être ensemble et que c'est là qu'il voulait véritablement en venir afin de lui montrer qu'elle ne pouvait pas être avec Usui sans conséquence, semant ainsi encore plus le doute dans l'esprit de Misaki. Elle le considère à partir de là d'autant plus comme un menteur, ne digérant pas le fait qu'il lui ait fait croire pendant un long instant qu'il était amoureux d'elle seulement parce qu'il trouvait intéressant de lui ouvrir le yeux sur sa situation avec Usui. Tora apprécie mettre en place toutes sortes de plans dans le but de tester Misaki et Usui mais vers la fin du manga, il aide Misaki à aller chercher Usui en Angleterre et lui faire acquérir un statut de Lady. Malgré le fait que cet accord lui apporte également des avantages (il compte faire croire qu'il a amené Misaki pour qu'elle convainc Usui de devenir successeur, et ainsi établir de bon lien entre la famille Walker et Igarashi), Maki dit lui-même qu'il n'y a pas tant d'avantages que ça : Tora semble réellement prendre goût à apporter son soutien dans la relation entre Usui et Misaki, ou plutôt à se rapprocher énormément d'elle. On apprend plus tard qu'il a été fiancé à une jeune fille, totalement l'opposée de Misaki. Il la teste quelques fois pour savoir comment elle réagirait dans certaines situations, par exemple s'il devait partir à l'étranger (tout comme Usui) et qu'elle devait le retrouver. Il la compare ainsi indirectement à Misaki et semble très déçu lorsqu'elle lui répond qu'elle ne s'énerverait pas, qu'elle serait juste inquiète et demanderait à son père de le retrouver, alors que lui préférerait que, comme Misaki, elle donne tout ce qu'elle a et se débrouille par elle-même pour le chercher. Tout compte fait, il semble véritablement avoir des sentiments envers Misaki, notamment lorsqu'il la trouve endormie dans une salle de Miyabigaoka après un entraînement et qu'il retire sa veste d'uniforme pour la couvrir tout en lui caressant les cheveux. Il viendra avec elle jusqu'en Angleterre et élaborera des plans pour essayer de ramener Takumi, prétextant toujours que c'est "intéressant". Misaki se sent donc redevable et se laisse finalement traiter comme un jouet par lui. En Angleterre, il lui avoue que s'il est allé aussi loin pour elle, c'est parce qu'il l'aime. Cette fois, il est véritablement sincère. Avant de rentrer au Japon, à l'aéroport, il embrasse Misaki devant Usui, afin de voir "la tête de tueur" d'Usui, si bien que quand il revient leur rendre visite à Seika, l'accueil est plutôt hostile. Plus tard, il se fait attaquer par des hommes en noir (engagés par un garçon joueur d'échecs qu'ils avaient humiié) alors qu'il est au lycée Miyabigaoka avec Usui. Ils se battent ensemble contre eux mais le combat dérape quand ils commencent à se provoquer. Ils finissent par se battre l'un contre l'autre jusqu'à ce que Misaki arrive. Dix ans après, Tora prête à nouveau un hélicoptère que Maki pilote pour emmener les deux mariés. Il est devenu très ami avec Misaki et s'est marié.
Kanade Maki (真木 奏, Maki Kanade)
Voix japonaise : Tomoaki Maeno
Il est le vice-président. Il obéit aux moindres désirs de Tora. Il a essayé d'acheter le Maid Latte mais a renoncé, il tient à présent un café de majordomes de haute classe sociale grâce à Tora. Il s'est aperçu qu'il avait beaucoup à apprendre de Misaki dans son travail et décide de la prendre comme exemple. Il se rend donc régulièrement au Maid Latte pour l'observer. Il finira même par lui dire qu'il l'admire pour de nombreuses choses. Il semble lui porter beaucoup d'affection puisque avec le temps, il n'adhère plus tout à ce que fait Tora afin de la mettre en difficulté et souhaite même qu'elle gagne contre lui. Il l'aidera également le jour de l'anniversaire d'Usui en lui prêtant un uniforme de majordome pour qu'elle puisse rentrer dans la fête organisée par le Président qui a pour but de permettre à Usui de se faire d'autres amis dans la haute société. Malgré son grand respect pour Misaki, il voit d'un mauvais œil le faire que le président Igarashi l'aime et après avoir retrouvé Usui en Angleterre, il fait en sorte de tout lui raconter pour le rendre jaloux et qu'il éloigne Misaki de Tora Igarashi, afin qu'il puisse se concentrer sur sa noble fiancé. Mais Igarashi le surprend et se met quelque peu en colère. Dix ans plus tard, Maki est devenu pilote de l'air et a reçu de nombreux diplômes. Il assiste au mariage avec Igarashi dans un hélicoptère.

## Manga
Un chapitre pilote a été publié en décembre 2005 dans le magazine LaLa. Grâce au succès obtenu, une prépublication a été envisagée. Celle-ci a débuté en avril 2006 dans le magazine LaLa de l'éditeur Hakusensha. Elle s'est terminée en septembre 2013, et la série a été compilée en un total de dix-huit volumes. La version française est éditée par Pika Édition.

### Liste des volumes
| no | Japonais         | Japonais          | Français           | Français          |
| no | Date de sortie   | ISBN              | Date de sortie     | ISBN              |
| -- | ---------------- | ----------------- | ------------------ | ----------------- |
| 1  | 5 septembre 2006 | 4-592-18431-9     | 5 mai 2010         | 978-2-8116-0273-4 |
| 2  | 5 février 2007   | 978-4-592-18432-4 | 1er juillet 2010   | 978-2-8116-0311-3 |
| 3  | 4 août 2007      | 978-4-592-18433-1 | 1er septembre 2010 | 978-2-8116-0342-7 |
| 4  | 5 décembre 2007  | 978-4-592-18434-8 | 2 novembre 2010    | 978-2-8116-0380-9 |
| 5  | 2 mai 2008       | 978-4-592-18435-5 | 5 janvier 2011     | 978-2-8116-0409-7 |
| 6  | 5 septembre 2008 | 978-4-592-18686-1 | 2 mars 2011        | 978-2-8116-0438-7 |
| 7  | 3 avril 2009     | 978-4-592-18687-8 | 4 mai 2011         | 978-2-8116-0467-7 |
| 8  | 4 septembre 2009 | 978-4-592-18688-5 | 29 juin 2011       | 978-2-8116-0506-3 |
| 9  | 5 avril 2010     | 978-4-592-18689-2 | 7 septembre 2011   | 978-2-8116-0534-6 |
| 10 | 4 juin 2010      | 978-4-592-19180-3 | 3 novembre 2011    | 978-2-8116-0566-7 |
| 11 | 5 août 2010      | 978-4-592-19181-0 | 4 janvier 2012     | 978-2-8116-0606-0 |
| 12 | 4 février 2011   | 978-4-592-19182-7 | 1er mars 2012      | 978-2-8116-0642-8 |
| 13 | 5 août 2011      | 978-4-592-19183-4 | 13 juin 2012       | 978-2-8116-0684-8 |
| 14 | 3 février 2012   | 978-4-592-19184-1 | 19 septembre 2012  | 978-2-8116-0953-5 |
| 15 | 6 juillet 2012   | 978-4-592-19185-8 | 6 mars 2013        | 978-2-8116-1024-1 |
| 16 | 5 février 2013   | 978-4-592-19186-5 | 18 septembre 2013  | 978-2-8116-1226-9 |
| 17 | 5 août 2013      | 978-4-592-19187-2 | 8 février 2014     | 978-2-8116-1370-9 |
| 18 | 5 février 2014   | 978-4-592-19188-9 | 20 août 2014       | 978-2-8116-1543-7 |

## Anime
L'adaptation en série animée de 26 épisodes a été annoncée dans le magazine LaLa en octobre 2009. Elle a été diffusée du 1er avril au 23 septembre 2010 sur les chaînes japonaise TBS et BS-TBS.

### Liste des épisodes
| No | Titre français                                                 | Titre japonais                         | Titre japonais                                       | Date de 1re diffusion |
| No | Titre français                                                 | Kanji                                  | Rōmaji                                               | Date de 1re diffusion |
| --- | -------------------------------------------------------------- | -------------------------------------- | ---------------------------------------------------- | --------------------- |
| 1 | Misaki est une maid !                                          | 美咲ちゃんはメイド様!                  | Misaki-chan wa Meido-sama!                           | 1er avril 2010        |
| Misaki Ayuzawa est la première présidente du conseil des élèves du lycée Seika. Intransigeante, protectrice envers les rares filles du lycée et crainte par la gent masculine, elle travaille dur et obtient presque toujours ce qu'elle veut. Son père étant parti quand elle était plus jeune, elle vit seule avec sa mère et sa jeune sœur Suzuna. Comme elles n'ont pas beaucoup d'argent, Misaki travaille après les cours dans un café cosplay, le Maid Latte, ce qu'elle tient absolument à garder secret. Si jamais un des garçons de Seika l'apprenait, elle n'aurait plus jamais aucune autorité sur les autres élèves. Or, pour son plus grand malheur, son grand rival Usui Takumi, va la surprendre à son travail. C'est ainsi que va commencer entre eux une relation compliquée qui ne manquera pas de rebondissements. |                                                                |                                        |                                                      |                       |
| 2 | Maid même au festival                                          | 学園祭でもメイド様!                    | Gakuensai demo Meido-sama!                           | 8 avril 2010          |
| Pour le festival de l'école, Misaki a décidé de faire les choses en grand. Son objectif : attirer le plus de filles possible au lycée lors de la prochaine rentrée scolaire. Mais les garçons sont toujours aussi indisciplinés, et Usui ne manque pas une occasion de la narguer au Maid Latte. Aussi, quand les filles de sa classe proposent comme projet d'ouvrir un café pour le festival, Misaki s'inquiète : arrivera-t-elle à préserver son secret ? |                                                                |                                        |                                                      |                       |
| 3 | Quelle est la couleur de Misaki ? Couleur naturelle ?          | 美咲は何色?天然色?                     | Misaki wa Nani Iro? Tennen Shoku?                    | 15 avril 2010         |
| Travailler au Maid Latte n'est pas de tout repos. La gérante a décidé d'organiser un évènement exceptionnel au café : les maids deviennent des... petites sœurs. Misaki a énormément de mal à entrer dans son rôle, mais les railleries d'Honoka la pousse à se donner à fond et à mieux accepter son travail de maid. Quant à Usui, depuis que la gérante lui a posé la question, il essaye de trouver la couleur qui irait le mieux à Misaki pour son costume du prochain événement au Maid Latte. |                                                                |                                        |                                                      |                       |
| 4 | Aoi-chan, l'idol du net                                        | ネットアイドルAOIちゃん                | Netto Aidoru Aoi-chan                                | 22 avril 2010         |
| Le Maid Latte va accueillir un visiteur des plus singuliers : Aoi-chan, l'idole du net. Si la jeune et jolie petite blonde, qui se révèle être la nièce de la gérante du Maid Latte, fait tourner la tête de tous les hommes, il n'en sera pas de même avec Usui qui n'a d'yeux que pour Misaki. Jalouse, elle va tout faire pour attirer son attention. Mais quel secret cache-t-elle derrière son joli sourire ? |                                                                |                                        |                                                      |                       |
| 5 | La première expérience du café Cosplay                         | 初めてのお留守番                       | Hajimete no Orusuban                                 | 29 avril 2010         |
| De nombreuses agressions visant le personnel des cafés cosplay ont eu lieu un peu partout. Si Misaki ne s'inquiète pas, sûre d'elle et de ses capacités à se défendre, Usui, lui, préfère la surveiller. D'autant plus lorsque la gérante confie à Misaki la fermeture du café... |                                                                |                                        |                                                      |                       |
| 6 | Les cours particuliers pour hommes d'Ayuzawa                   | 男・鮎沢塾!                            | Otoko・Ayuzawa Juku!                                 | 6 mai 2010            |
| A la plus grande surprise de Misaki, les 5 frères Inuyama, élèves en première année, la prennent comme modèle et décident de créer "Les cours particuliers d'Ayuzawa". Ils la suivent partout, prennent des notes, etc. Les choses se compliquent lorsqu'ils décident de la suivre jusqu'à son travail. Heureusement, Usui veille au grain, toujours prêt à protéger le secret de Misaki. |                                                                |                                        |                                                      |                       |
| 7 | L'introduction du président des élèves du lycée de Miyabigaoka | 雅ヶ丘学園生徒会長登場                 | Miyabigaoka Gakuen Seitokaichō Tōjō                  | 13 mai 2010           |
| Depuis qu'Usui l'a embrassée et lui a révélé ses sentiments, Misaki l'évite, ne comprenant pas son brusque changement d'attitude envers elle. Mais un autre problème important va très vite l'occuper : deux élèves de son lycée se sont mis à dos des élèves du prestigieux lycée Miyabigaoka, ce qui pourrait avoir des répercussions sur toute l'école si elle n'intervient pas ! |                                                                |                                        |                                                      |                       |
| 8 | Misaki au lycée Miyabigaoka                                    | 美咲、雅ヶ丘学園へ                     | Misaki, Miyabigaoka Gakuen e                         | 20 mai 2010           |
| Le président des élèves du lycée Miyabigaoka, Tora Igarashi, a proposé à Misaki une place dans son école, accompagnée d'une bourse d'études. La jeune fille n'en revient pas, d'autant plus que devant son hésitation, il lui offre également la même chose pour sa sœur Suzana. Avec les taquineries incessantes d'Usui, le manque de reconnaissance de la part de ses camarades, et le futur de sa sœur qui est en jeu, Misaki envisage de plus en plus la proposition d'Igarashi. Ce qu'elle ne sait pas, c'est que le président a des projets bien plus obscurs pour elle... |                                                                |                                        |                                                      |                       |
| 9 | Toujours une Maid même en étant Momotarou                      | 桃太郎までもメイド様                   | Momotarō made mo Meido-sama                          | 27 mai 2010           |
| Dans cet épisode burlesque, tous les personnages de Maid Sama se retrouvent à jouer un rôle dans une aventure épique. Dans une contrée reculée, un méchant démon a capturé les jeunes filles de plusieurs villages, laissant les hommes dans le plus profond désarroi. Heureusement, Momotarou (Misaki) est là pour remettre de l'ordre, même si pour cela elle doit s'entourer d'un chien, d'un singe et d'un oiseau (les trois idiots) et d'un étrange propriétaire de cirque qui n'est autre qu'Usui ! |                                                                |                                        |                                                      |                       |
| 10 | L'amour de Sakura pour le rock                                 | さくらの恋はインディーズ               | Sakura no Koi wa Indīzu                              | 3 juin 2010           |
| Sakura, une des deux meilleures amies de Misaki, est tombée folle amoureuse du chanteur d'un tout nouveau groupe de rock amateur, UxMishi. Le courant a l'air de passer entre eux vu que le jeune homme lui a proposé d'aller boire un verre avec tout le groupe. Folle de joie, Sakura invite Mizaki et Shizuko. Mais les choses ne se passent pas du tout comme prévu... |                                                                |                                        |                                                      |                       |
| 11 | Bientôt le secret de Takumi Usui !                             | 碓氷拓海の秘密に迫る!                  | Usui Takumi no Himitsu ni Semaru!                    | 10 juin 2010          |
| Par hasard, Usui aide la mère de Misaki et se fait inviter dans la maison de la jeune fille. Comme à son habitude, Misaki va s'énerver contre lui et le mettre dehors, scène à laquelle assistera ses deux meilleures amies, Sakura et Shizuko, qui vont se faire tout un film et imaginer qu'ils sortent ensemble en secret. Le lendemain, Misaki leur explique ce qui s'est réellement passé, et au fil de la conversation, les trois amies se rendent compte qu'elles ne savent rien d'Usui. Sakura décide alors de régler le problème : elles vont suivre le jeune homme pour connaître ses habitudes et savoir où il habite ! Mais les choses ne sont jamais simples avec Usui, et les trois compères vont l'apprendre à leurs dépens... |                                                                |                                        |                                                      |                       |
| 12 | Toujours une Maid même pendant le festival des sports          | 体育祭でもメイド様                     | Taiikusai demo Meido-sama                            | 17 juin 2010          |
| C'est le 81e festival des sports du lycée Seika, et toutes les classes de la 1re à la 3e ont pour adversaire une seule et unique équipe composée de toutes les filles de l'école. Misaki est bien décidée à remporter toutes les épreuves pour prouver le mérite des filles, d'autant plus lorsqu'elle apprend que le premier prix de la course d'obstacle n'est autre qu'un baiser de sa petite Sakura. Mais les garçons sont bien décidés à gagner, et la course costumée risque de réserver bien des surprises... |                                                                |                                        |                                                      |                       |
| 13 | L'idiot, le délinquant et le Héros                             | バカと不良とヒーローと                 | Baka to Furyō to Hīrō to                             | 24 juin 2010          |
| Aratake est l'élève le plus fort de la Seisen Middle School, il met à terre le moindre de ses assaillants. Mais voilà, son grand rêve est de battre l'Effrayante tornade du diable blanc, à savoir Shirokawa Naoya, ancien élève de Seisen qui suit désormais les cours du lycée Seika. Ce qu'il ignore, c'est que le jeune homme s'est assagi depuis son départ de Seisen, et que son amour fou pour Misaki et le Maid Latte l'ont bien ramolli. Pour le provoquer, Aratake va alors enlever Yukimura, habillé en fille par les autres membres du Conseil des élèves, parce qu'il pense qu'il est la petite amie de Shirokawa. Appelée à la rescousse, Mizaki va tout faire pour sauver son vice-président, épaulée par Usui, les trois idiots et Aoi. |                                                                |                                        |                                                      |                       |
| 14 | Classe 1-7 Kanou Soutarou                                      | 1年7組 叶爽太郎                        | Ichinen Nanakumi Kanō Sōtarō                         | 1er juillet 2010      |
| Les efforts de Misaki pour attirer plus de filles à Seika commencent à porter leurs fruits, mais ce n'est pas du goût de tout le monde. Un élève de première année, Kanou Soutarou, complètement complexé avec les filles, va tout faire pour destituer Misaki de son titre de présidente afin que les garçons règnent à nouveau en maître à Seika. Grâce à sa capacité à hypnotiser les gens, il va mettre Misaki dans une situation bien embarrassante, et même tenter de détruire sa relation avec Usui. |                                                                |                                        |                                                      |                       |
| 15 | Un lapin à lunettes à la visite de l'école                     | 学校見学会で眼鏡うさぎ                 | Gakkō Kengaku-kai de Megane Usagi                    | 8 juillet 2010        |
| Misaki a fait un marché avec Kanou : s'il assure dans le rôle du personnel de la fête du lycée Seika (qui a pour but de faire en sorte que plus de filles s'inscrivent au lycée), Misaki oubliera tout ce qu'il a fait. Par la même occasion, elle va tout mettre en oeuvre pour que sa peur des filles s'en aille. Mais ce ne sera pas facile car il est très réservé et se sera d'autant plus dur car il rougit à l'approche d'une fille... |                                                                |                                        |                                                      |                       |
| 16 | Maid Latte en Séjour à la Mer                                  | 海の家でもメイドラテ                   | Umi no Ie de mo Meido Rate                           | 15 juillet 2010       |
| Pour les vacances d'été,la sœur de la patronne du Maid Latte invite toutes ses employées, Aoi et Usui à un séjour au bord de la mer. Mais très vite, les filles s'ennuient et elles ont l'idée d'ouvrir un Maid Café à la plage exclusivement ce jour-là. Alors que le café se remplit de plus en plus de monde, Misaki n'est pas d'accord avec l'idée et finit par ne rien faire. Un peu plus tard, elle cède et accepte de travailler au Maid Café. Le soir, pendant un barbecue, la patronne du Maid Latte les informe qu'elle a obtenu des billets gratuits pour aller à la source thermale la plus proche. Misaki ne peut y aller car Usui lui a fait un suçon dans le dos et elle ne tient pas à ce que ça se remarque... Mais Honoka raconte à Misaki une légende terrifiante et celle-ci commence à y croire. Déçue de ne pouvoir aller à la source thermale à cause d'Usui, elle désespère et découvre que la patronne a oublié les billets ! Elle décide d'aller lui rapporter mais Usui dit à Misaki que l'endroit par lequel elle doit passer est plein de monstres et de fantômes... |                                                                |                                        |                                                      |                       |
| 17 | Usui devient un ennemi                                         | 碓氷、敵に回る                         | Usui, Teki ni Mawaru                                 | 22 juillet 2010       |
| Le séjour à la mer n'est pas fini, et voilà que Nagisa (la sœur de la patronne de Maid Latte) propose un marché à Aoi : S'il gagne le concours de volley-beach, il pourrait s'habiller comme une fille tout le temps qu'il voudra, elle qui était contre ça. Mais voilà, Aoi n'a pas de partenaire et il ne peut pas participer sans quelqu'un d'autre. Misaki se propose pour jouer avec lui et ils s'entraîne très durement pour devenir le prince et la princesse de la plage (c'est le titre que les gagnants du concours reçoivent). Le soir, lors du concours, la surprise des deux participants est immense lorsqu'ils apprennent qu'Usui et Erika (une amie du Maid Latte) participent eux aussi ! Misaki est totalement contre le fait qu'Usui soit son concurrent et c'est après avoir vaincu tous les autres concurrents que Aoi et Misaki se retrouvent enfin contre Usui, un professionnel du volley-beach et Erika ! Mais quel groupe va gagner ?! |                                                                |                                        |                                                      |                       |
| 18 | Même la Maid est valet                                         | メイド様でもフットマン                 | Meido-sama de mo Futtoman                            | 29 juillet 2010       |
| Tout se passe bien pour Misaki et ses amies du Maid Latte, jusqu'à ce que Maki Kanade, le vice-président du lycée Miyabigaoka, propose à la patronne du café de le lui vendre, car celui-ci aimerait transformer le bâtiment complet en "Maid Dining", un restaurant destiné aux repas en famille. Le personnel du Maid Latte est complètement sous le choc et Igarashi Tora arrive pour persuader la patronne de vendre son café. Misaki qui est absolument contre, se dit que Maki et Tora veulent acheter le café seulement parce que Misaki y travaille. Elle va demander cela à Tora qui lui répond de venir se présenter à l'audition des valets de pied pour le café qu'ils organisent, mais elle est destinée uniquement aux garçons... Misaki décide de se déguiser en garçon pour y participer avec Subaru mais les épreuves sont bien plus dures qu'elles ne le pensent...Et surtout : Que feront-elles si quelqu'un apprend qu'elles sont des filles ?! |                                                                |                                        |                                                      |                       |
| 19 | Regroupés à l'audition des valets                              | ペア組み直しでフットマン               | Pea Kuminaoshi de Futtoman                           | 5 août 2010           |
| A l'audition, on a découvert que Subaru était une fille et que Aoi qui participait aussi a 14 ans (l'audition étant réservée aux lycéens). Alors Usui et Misaki sont contraints de former une équipe ensemble pour terminer l'audition. Alors que tout se passait bien, Usui sauva Misaki d'une grave blessure qui allait tomber d'un ring. Malheureusement celui-ci fut blessé gravement au poignet droit et au bras gauche. Alors que tout le monde lui disait qu'il devait consulter un docteur, Usui, qui tenait à terminer l'audition, disait qu'il n'avait pas mal. Les choses commencent à s'aggraver quand Usui propose de jouer du violon, lui qui est blessé. Apparemment, Maki, l'organisateur de l'audition, ne semble pas connaître ce que signifie le mot "s'entraider". Mais est ce qu'ils parviendront à sauver le Maid Latte d'une fermeturee certaine ?! |                                                                |                                        |                                                      |                       |
| 20 | Le vice-président est le prince charmant ?!                    | 副会長は王子様!? AOIとユカイな仲間たち | Fukukaichō wa Ōji-sama!? Aoi to Yukai na Nakamatachi | 12 août 2010          |
| 21 | Le rival d'Usui ? Shintani Hinata                              | 碓氷のライバル？深谷陽向               | Usui no raibaru? Shintani Hinata                     | 19 août 2010          |
| 22 | Jouer au loup à la sortie éducative                            | 林間学校オニごっこ                     | Rinkan gakkō onigokko                                | 26 août 2010          |
| 23 | Festins sucrés au Maid Latte                                   | スイーツ大盛りメイドラテ               | Suītsu ōmori meido rate                              | 2 septembre 2010      |
| 24 | Latte Magique Meromerolin ♥                                    | ラテ・マジックでメロメロリン ♥         | Rate Majikku de Meromerorin ♥                        | 9 septembre 2010      |
| 25 | Hinata, Misaki et Usui-kun                                     | 陽向と美咲と碓氷くん                   | Hinata, Misaki and Usui-kun                          | 16 septembre 2010     |
| 26 | Tu es vraiment sournoise Ayuzawa, Usui t'es un idiot!          | ずるすぎるよ鮎沢、碓氷のアホ！         | Zurusugiruyo Ayuzawa, Usui no Baka!                  | 23 septembre 2010     |
| OAV | Kaichou wa maid sama spécial                                   | おまけだよ （新作特別エピソード）      | Omake dayo (Shinsaku Tokubetsu Episōdo)              | 11 mai 2011 (DVD)     |

## Récompense
Lors des Japan Expo Awards 2011, Maid Sama a gagné le prix du meilleur shôjo.